# Amintiri din Epoca de Aur 2: Dragoste în timpul liber
Amintiri din Epoca de Aur 2: Dragoste în timpul liber este a doua parte a comediei Amintiri din Epoca de Aur. Conține două scurtmetraje regizate de Cristian Mungiu, care cedase regia celor 4 scurtmetraje reunite în prima parte (Amintiri din Epoca de Aur 1: Tovarăși, frumoasă e viața!) unor regizori tineri.

## Rezumat

### Legenda vânzătorilor de aer
În primul episod, o clasă de liceu organizează o deplasare la Costinești cu ocazia a patru zile libere. Crina le vorbește părinților despre ieșire, dar aceștia îi propun să stea în Constanța la o cunoștință deoarece urmează să plătească avansul pentru o Dacie și stau prost cu banii. Dezamăgită, se duce la o petrecere unde îl cunoaște pe Bughi, un tânăr care în timpul liber câștigă bani din vânzarea sticlelor și borcanelor goale. Crina este interesată de această afacere și îl convinge pe Bughi să o ia cu el. A doua zi, cei doi merg într-un bloc, se dau drept angajați ai Ministerului Chimiei și-i conving pe locatari să le dea sticle cu „mostre de apă” de la robinet sub pretextul de a face analiza apei. Văzând că trucul funcționează, Crina propune să se ia mai multe borcane sau sticle din apartamente și mai târziu vine cu ideea de a lua în borcane și „mostre de aer” din apartamente. Bughi o avertizează că lăcomia ei bate la ochi, dar ea nu ascultă. Dorind să câștige cât mai mulți bani, Crina propune să îl convingă pe administratorul unui bloc să strângă sticle și borcane cu mostre de la toate apartamentele în două zile. În aceeași seară, părinții Crinei îi dau banii pentru Costinești, iar aceasta se duce la Bughi cu propunerea să meargă a doua zi la bloc după sticle și borcane. Administratorului i se pare suspectă acțiunea celor doi tineri și cheamă Miliția. Crina scapă, dar Bughi este arestat.
Nota de la finalul episodului spune că, potrivit legendei, în ultimii ani ai comunismului au existat români care și-au cumpărat o Dacie vânzând sticle și borcane goale.

### Legenda șoferului de găini
În al doilea episod, în pragul sărbătorilor de Paște, Grigore, un șofer de la Avicola, urmează să livreze un camion cu găini în Portul Constanța. Pe drum se oprește să mănânce la Cabana Tohani. Responsabila cabanei, Camelia, încearcă să se aprovizioneze cu ingrediente pentru sărbători și, printre altele, cere ouă pentru cozonaci și pască. În bucătărie se află cu o persoană care îi spune că ar putea face rost doar de două cofraje. Grigore intră în bucătărie și dă pipotele pregătite „pachet” în cazul în care este oprit de Miliție pe drum. Camelia îi cere și lui Grigore să-i aducă ouă, iar acesta spune că ar putea face rost de 100 de ouă. Angajații de la Avicola primesc ouă pentru Paști, iar Grigore ia trei cofraje, dar îi spune soției sale că a primit doar unul. Cu ocazia unei alte curse se oprește din nou la cabană, aduce cele două cofraje rămase și primește la schimb zahăr și vin. Camelia îl întreabă dacă ar putea să îi dea niște pui de Paști, dar Grigore nu poate să o ajute deoarece camionul este sigilat și se deschide doar la destinație. Când să plece, Grigore constată că una din roțile din față ale camionului său a fost furată, așa că este forțat să înnopteze la cabană. Dimineața, când deschide camionul să dea apă găinilor, observă că acestea s-au ouat în camion și aduce ouăle la cabană. Camelia calculează că toate ouăle din camion ar valora câteva mii de lei și că ar putea să le vândă în două zile. Inițial, Grigore este reticent, dar ulterior cedează și strânge toate ouăle din camion. Când se întoarce la cabană într-o altă cursă află că ouăle s-au vândut „ca pâinea caldă”. Grigore rămâne din nou peste noapte și a doua zi sunt strânse ouăle din camion care sunt vândute. Acțiunile sale sunt descoperite și în cele din urmă este arestat și închis.
Nota de la finalul episodului spune că, potrivit legendei, la fel ca șoferii de la Avicola, mulți români au supraviețuit anilor 1980 sustrăgând și valorificând produse de la locul de muncă.

## Distribuție
Legenda vânzătorilor de aer
- Diana Cavaliotti — Crina, elevă de liceu
- Radu Iacoban — Bughi, un tânăr descurcăreț care câștigă bani din vânzarea de sticle și borcane
- Aristița Diamandi — prima gospodină
- Eugenia Bosânceanu — a doua gospodină
- Costache Babii — Traian Meteșan, pensionarul care a reclamat calitatea aerului
- Ion Grosu — gestionarul centrului de colectare
- Constantin Drăgănescu — administratorul blocului
- Marian Ghenea — tatăl Crinei, tehnolog la o fabrică
- Maria Junghietu — mama Crinei
- Florica Dinicu — diriginta Crinei, profesoară de biologie
- Smaranda Caragea — Roxana, prietena Crinei
- Florin Mititelu — Matei, un coleg de clasă al Crinei
- Virgil Andriescu — dl Albu, un pensionar vigilent
- Toni Tecuceanu — milițianul
- Alexandru Papadopol — punkistul
- Sorin Poamă — un gangster
- Iulia Dumitru — o gangsteriță
- Ștefan Aurel Bălașu — un polițist
- Răzvan Stanciu — al doilea polițist

Legenda șoferului de găini
- Vlad Ivanov — Grigore, șofer la Avicola
- Tania Popa — Camelia, responsabila Cabanei Tohani
- Liliana Mocanu — Marusia, soția lui Grigore
- Adrian Văncică — primul șofer, cunoștință mai veche a lui Grigore
- Virgil Aioanei — al doilea șofer, cunoștință mai veche a lui Grigore
- Lucian Ifrim — furnizorul de la Gostat
- Costel Cașcaval — Fane, vecinul lui Grigore
- Constantin Bojog — Sebi, șoferul nou angajat la Avicola
- Cătălina Harabagiu — Mariana, chelnerița de la Cabana Tohani
- Cristian Grosu — Ionuț, nepotul lui Grigore, angajat la Avicola
- Silviu Geamănu — gestionarul fermei Avicola
- Iulian Postelnicu — primul gardian
- Ștefan Aurel Bălașu — al doilea gardian
- Daniel Cristian Iancu — un milițian